# Girolamo Ferroni
Girolamo Ferroni (Milano, 1687 – 1730 ca), nato nel Ducato di Milano durante la dominazione spagnola, fu pittore e intagliatore principalmente attivo nelle città di Milano e di Roma.
Appresa l'arte della pittura a Milano, si spostò presto a Roma dove frequentò la bottega del pittore marchigiano Carlo Maratta. Ritornato in Patria realizzò il transito di San Giuseppe in Sant'Eustorgio e altre opere di più che mediocre fattura.
Terminata l'attività di pittore si dedicò all'arte dell'intaglio per acqueforti realizzando opere per il Maratta tra cui Giosuè che arresta il Sole, Debora che vinto Sisara canta il suo inno, Iaele che uccide Sisara, Giuditta che taglia la testa ad Oloferne, la castità di Giuseppe.
Insieme a Johann Georg Seiller corredò l'opera di Serviliano Latuada Descrizione di Milano: ornata con molti disegni in rame delle fabbriche più cospicue, che si trovano in questa metropoli con quarantadue tavole fuori testo riproducenti le chiese e i palazzi della città.